# پاپ بندیکت سیزدهم

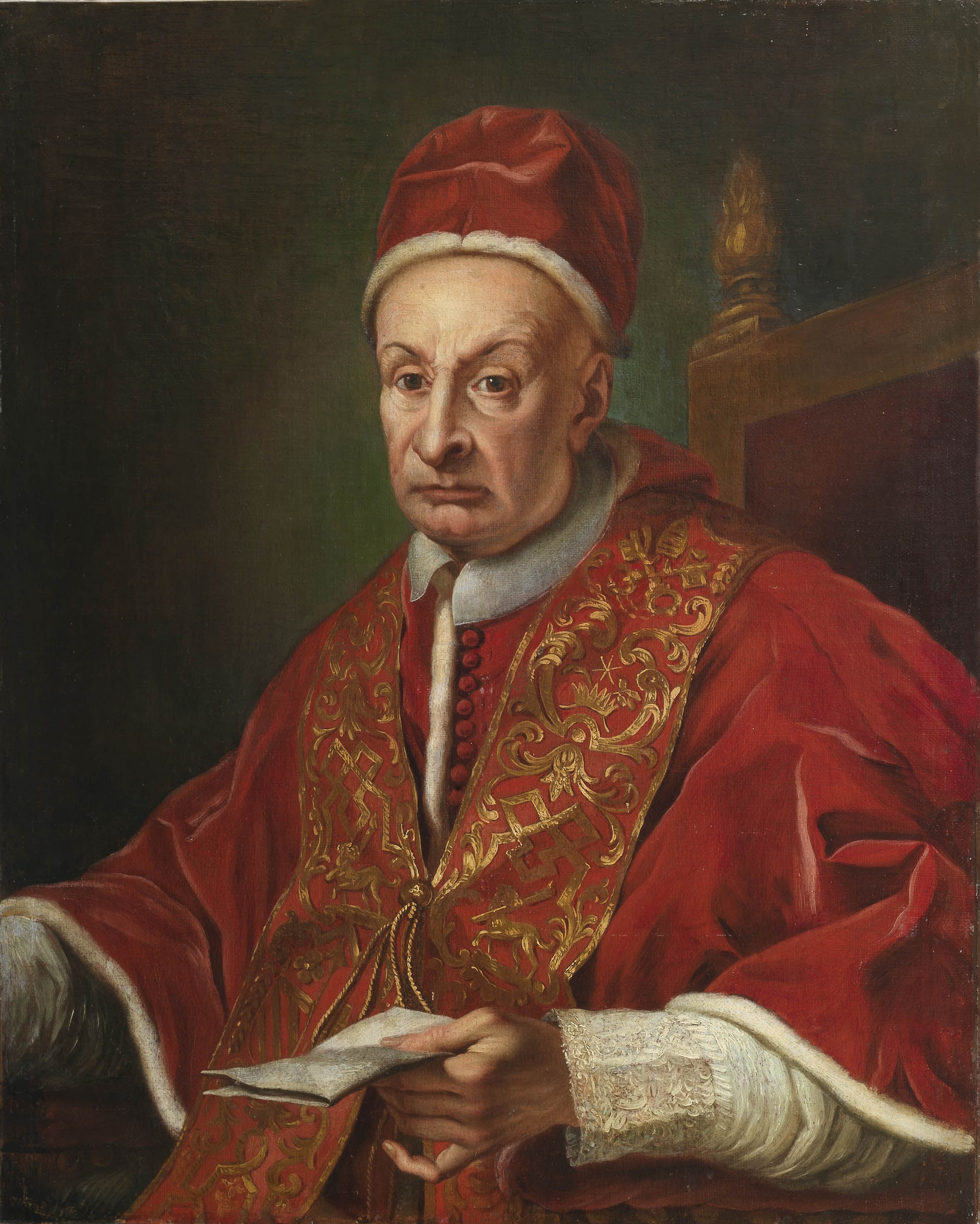
بندیکت سیزدهم

پاپ بندیکت سیزدهم (به انگلیسی: Benedict XIII) (زاده ۲ فوریه ۱۶۴۹ – درگذشته ۲۱ فوریه ۱۷۳۰) یک از پاپ‌های کلیسای کاتولیک رم بود که در ایتالیا به دنیا آمد و از ۱۷۲۴ تا ۱۷۳۰ میلادی پاپ بود.